# Partia Lewicy (Francja)
Partia Lewicy (fr. Parti de gauche, PG) – francuska partia polityczna o profilu socjalistycznym i eurosceptycznym, działająca od 2008.

## Historia
PG powstała na skutek rozłamu w Partii Socjalistycznej. Geneza jej powstania wiąże się z powołaniem w ramach PS grupy pod nazwą Biegun Socjalnych Republikanów (Pour la République Sociale) w 2004. W listopadzie 2008 przywódcy PRS wystąpili z Partii Socjalistycznej, deklarując zamiaru budowy bardziej lewicowego i eurosceptycznego ugrupowania pod nazwą Partia Lewicy. Kongres założycielski PG odbył się w lutym 2009.
Do Partii Lewicy przystąpiło m.in. dwóch senatorów i dwóch posłów do Zgromadzenia Narodowego. Przewodniczącym został Jean-Luc Mélenchon, były minister delegowany w gabinecie Lionela Jospina, zasiadający w izbie wyższej parlamentu. Później współprzewodniczącą ugrupowania została Martine Billard.
Przed wyborach do PE w tym samym roku PG zawiązała sojusz wyborczy z Francuską Partią Komunistyczną pod nazwą Front Lewicy. W wyborach parlamentarnych w 2012 Partia Lewicy wystartowała w ramach tej koalicji, zdobywając jeden z dziesięciu uzyskanych przez nią mandatów poselskich (deputowanym został Marc Dolez).
W 2014 Jean-Luc Mélenchon utrzymał mandat europosła z ramienia Frontu Lewicy. W tym samym roku współprzewodniczący partii zrezygnowali z tych funkcji, a na czele ugrupowania stanęli koordynatorzy. W 2016 PG dołączyła do lewicowego sojuszu Niepokorna Francja (LFI), który został przekształcony w partię i który w wyborach w 2017 wprowadził 17 posłów do Zgromadzenia Narodowego. W kolejnych wyborach europejskich czy parlamentarnych Partia Lewicy nie startowała pod własnym szyldem, jej przedstawiciele byli wystawiani jako kandydaci LFI.